# بيورن هانسن (لاعب كرة قدم)
بيورن هانسن (بالنرويجية البوكمول: Bjørn Hansen)‏ هو مدرب كرة قدم ولاعب كرة قدم نرويجي، ولد في 15 يناير 1939 في تروندهايم في النرويج، وتوفي في 25 أبريل 2018. لعب مع Sandefjord BK ‏.